# Représentations diplomatiques du Burundi

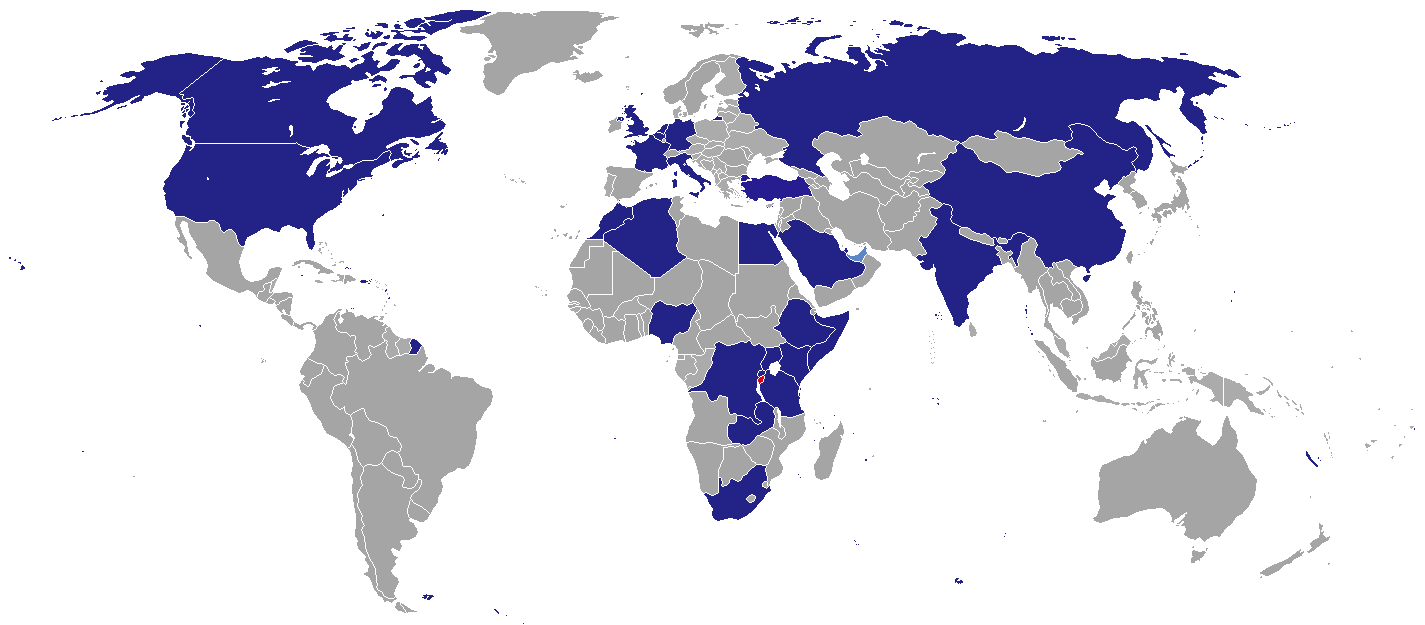
Missions diplomatiques du Burundi.

Cet article liste les représentations diplomatiques du Burundi à l'étranger, en excluant les consulats honoraires. Le Burundi est membre de l'ONU, de l'Union africaine et de la Banque africaine de développement. Les relations du Burundi avec ses voisins ont souvent été touchés par des problèmes de sécurité. Des centaines de milliers de réfugiés burundais ont à plusieurs reprises rejoint le Rwanda, la Tanzanie et la République démocratique du Congo en raison de la guerre civile burundaise. La plupart d'entre eux, plus de 340 000 depuis 1993, se sont exilés en Tanzanie. Certains groupes rebelles burundais ont utilisé les pays voisins comme bases pour leurs activités armées. L'embargo placé en 1993 sur le Burundi par les autres États de la région a causé des tensions mais la levée de ce dernier en 1999 a considérablement amélioré les relations bilatérales du Burundi.
Le Burundi compte actuellement 27 représentations diplomatiques (12 en Afrique, 8 en Europe, 5 en Asie et 2 en Amérique du nord), 2 représentation permanentes (en Amérique du Nord et en Europe), 4 consulats généraux et 1 bureau de liaison.

## Future missions diplomatiques
- Autriche
- Cuba[4]
- Koweït
- Vatican

## Galerie

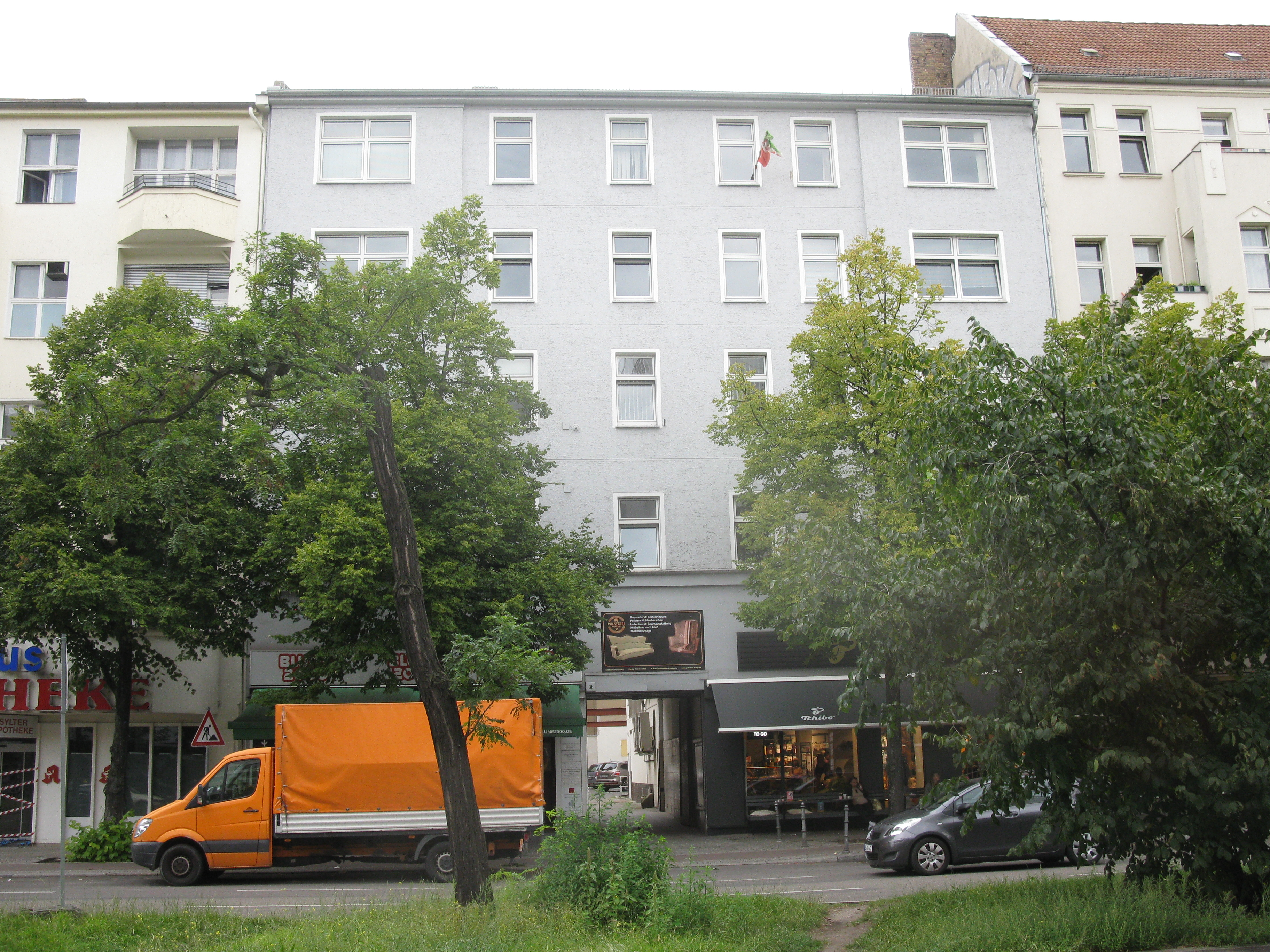
Ambassade à Berlin.
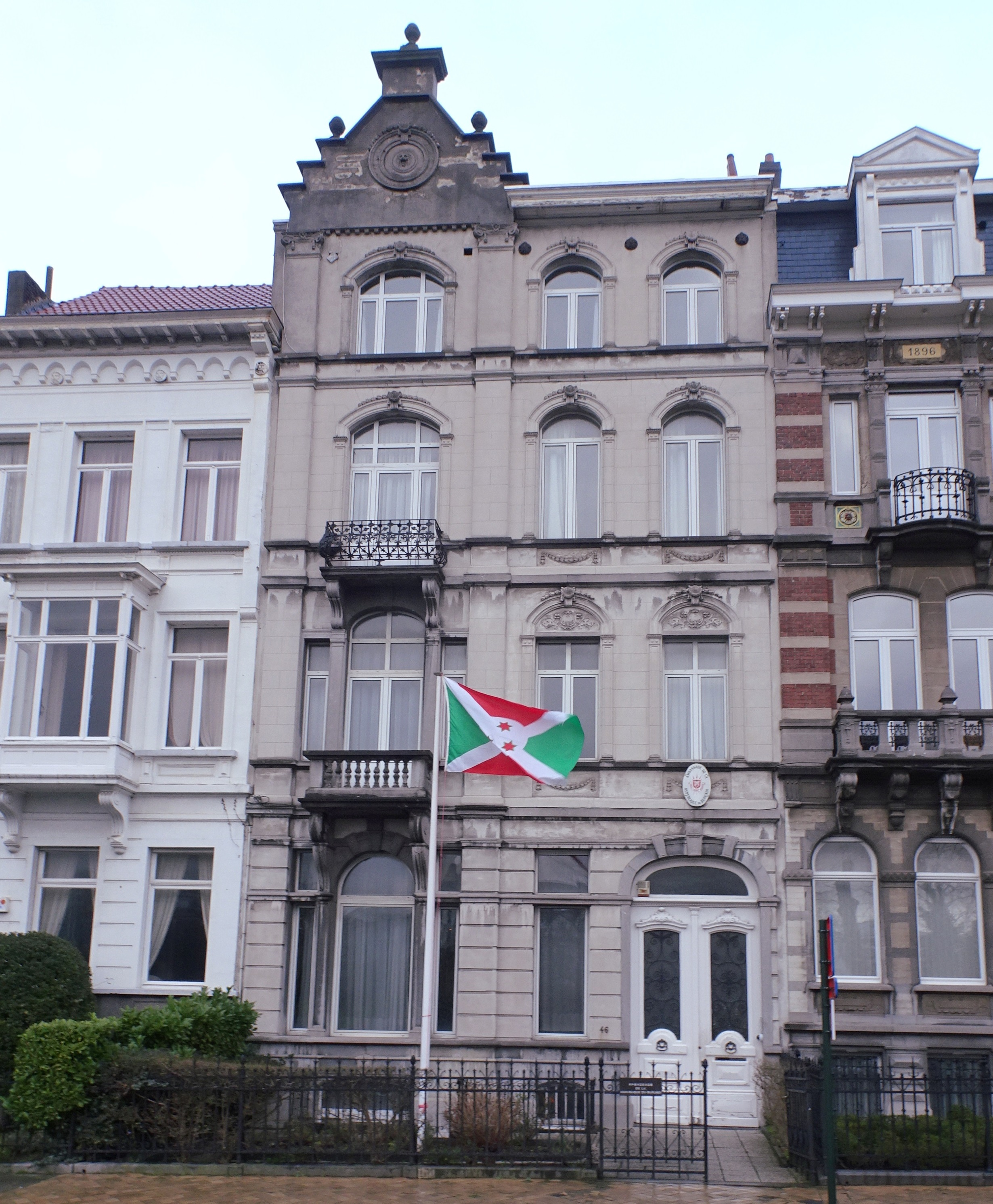
Ambassade à Bruxelles.
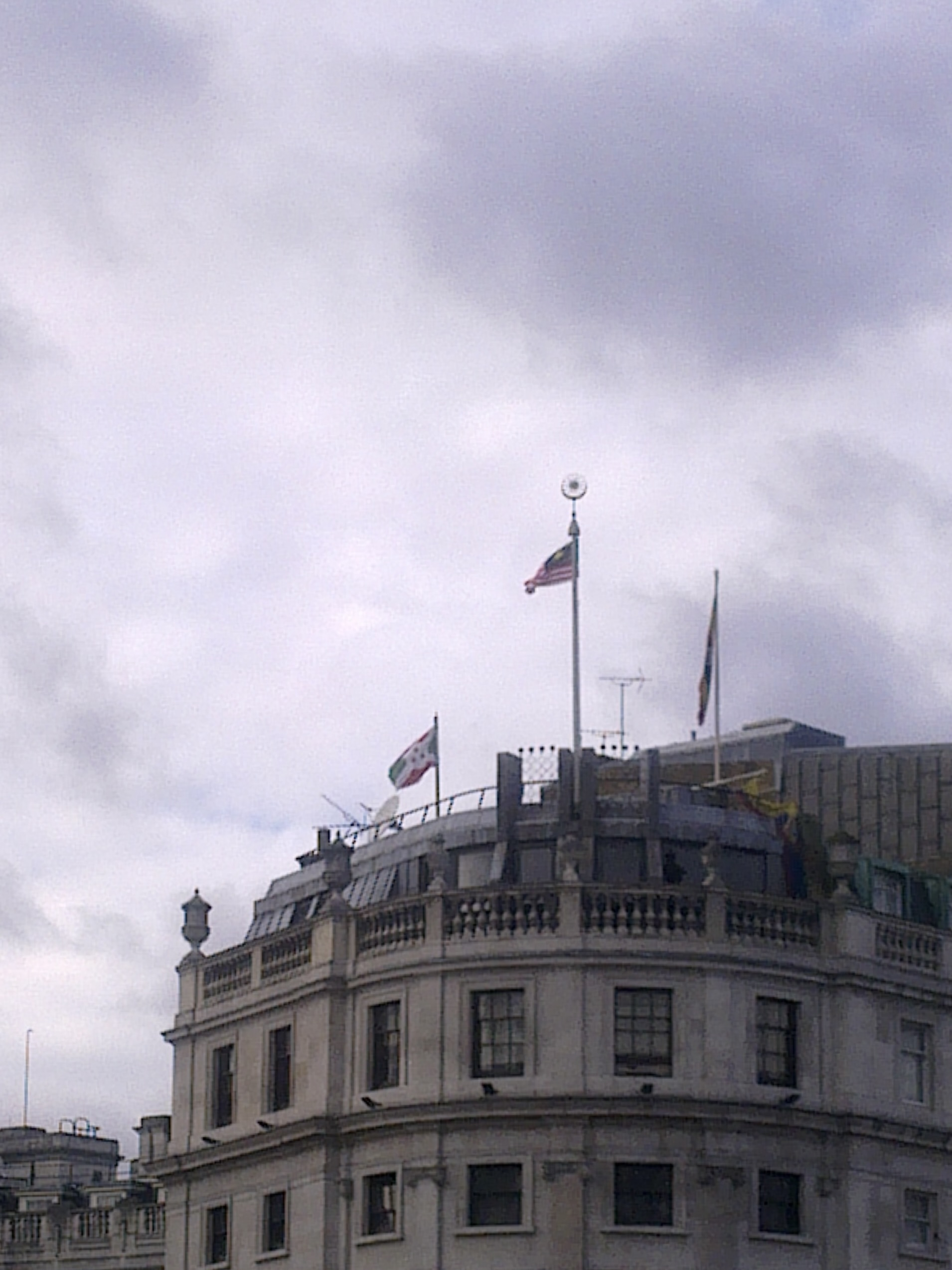
Ambassade à Londres.
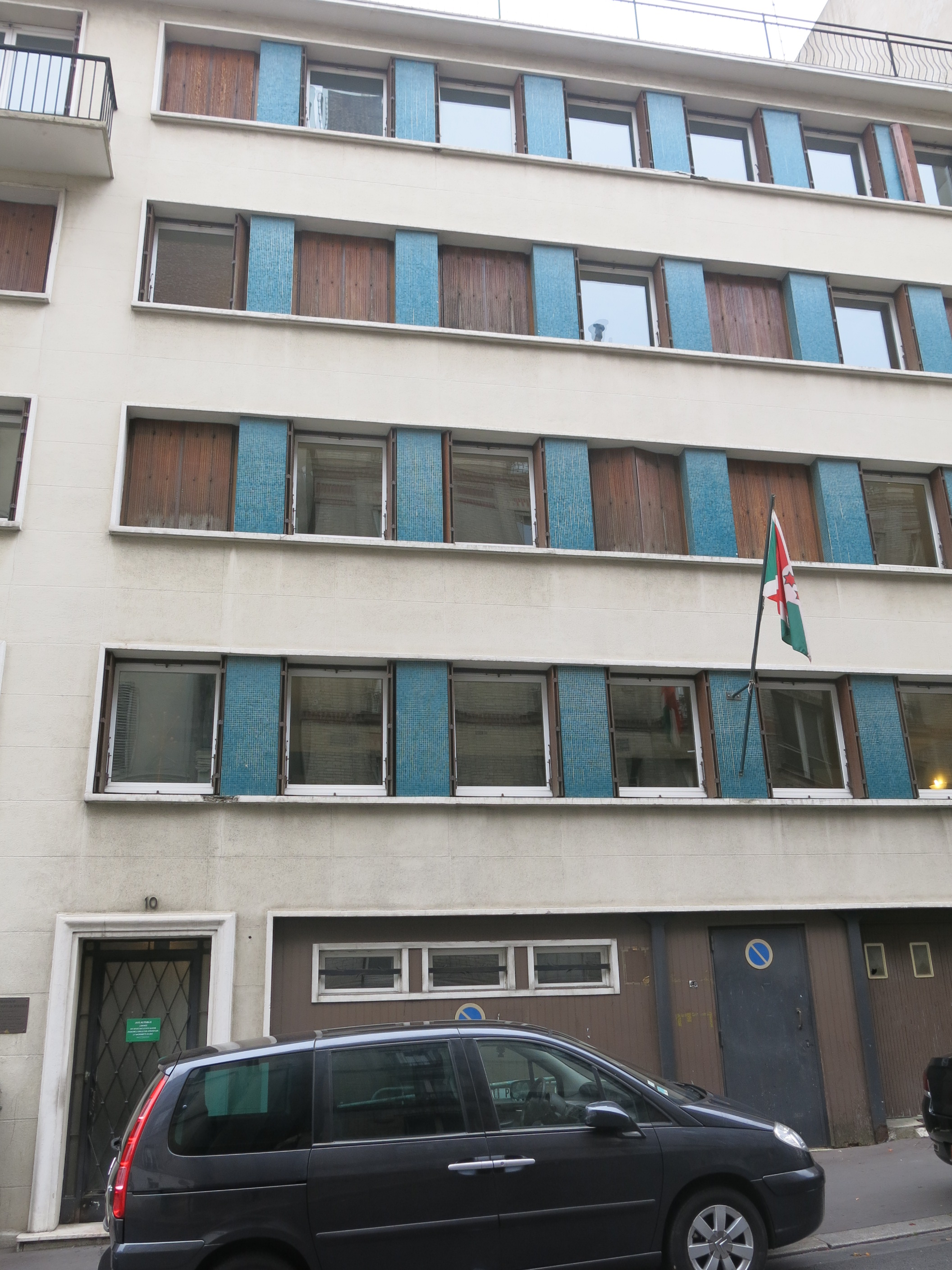
Ambassade à Paris.
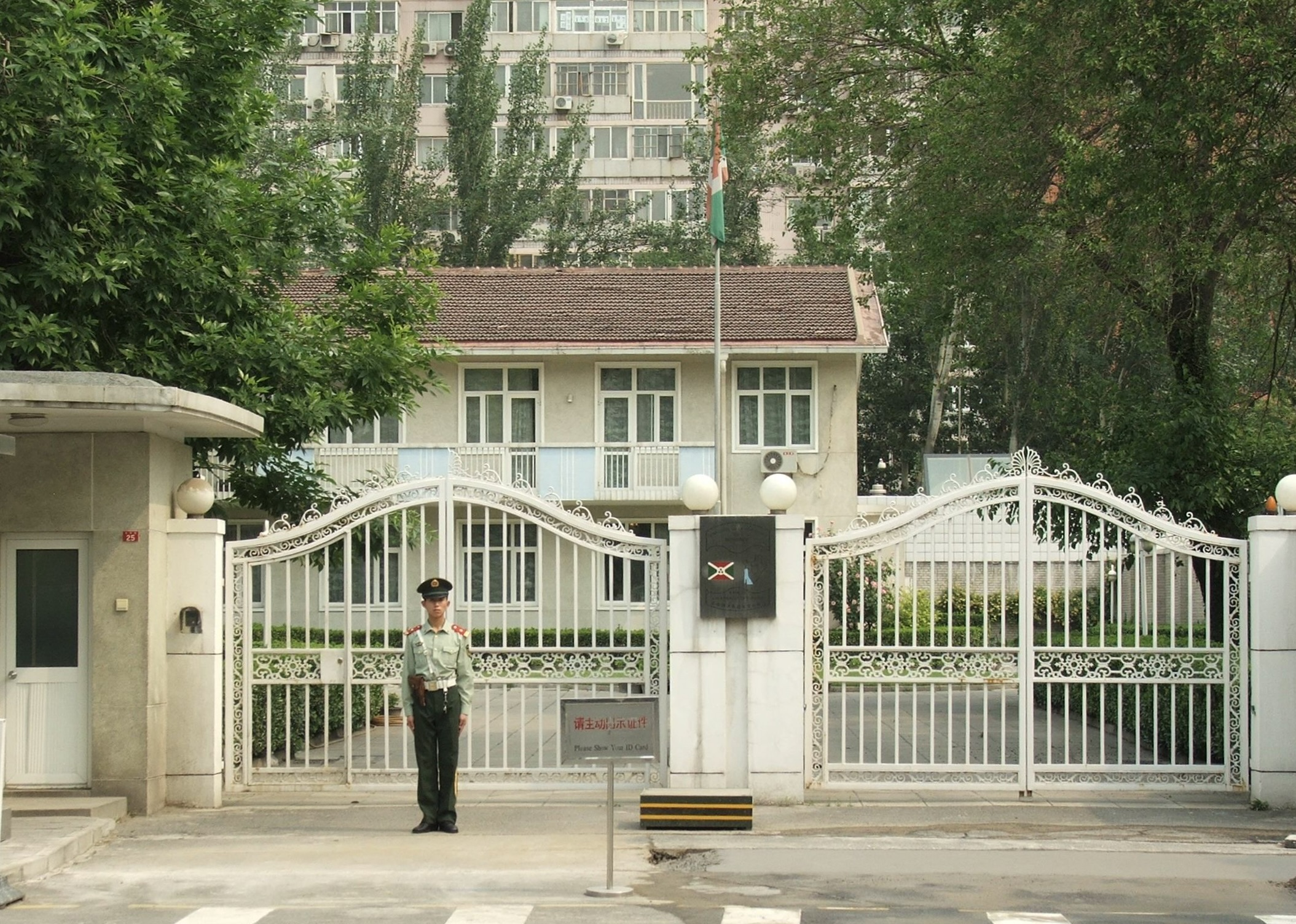
Ambassade à Pékin.

## Liens des sites web des missions diplomatiques
- Amerique
  - Ambassade du Burundi à New York
  - Ambassade du Burundi à Washington
  - Ambassade du Burundi à Ottawa
- Europe
  - Ambassade du Burundi à Ankara
  - Ambassade du Burundi à Berlin
  - Ambassade du Burundi à Bruxelles
  - Ambassade du Burundi à Genève
  - Ambassade du Burundi à La Haye
  - Ambassade du Burundi à Londres
  - Ambassade du Burundi à Moscou
  - Ambssade du Burundi à Paris
  - Ambassade du Burundi à Rome
- Asie
  - Ambassade du Burundi à Pékin
  - Ambassade du Burundi à Doha
  - Ambassade du Burundi à New Delhi
  - Ambassade du Burundi à Riyad
  - Consulat général du Burundi à Dubai
- Afrique
  - Ambassade du Burundi à Abuja
  - Ambassade du Burundi à Addis Abeba
  - Ambassade du Burundi à Alger
  - Ambassade du Burundi au Caire
  - Ambassade du Burundi à Dar-Es-Salaam
  - Ambassade du Burundi à Kampala
  - Ambassde du Burundi à Kigali
  - Ambassade du Burundi à Kinshasa
  - Ambassade du Burundi à Lusaka
  - Ambassade du Burundi à Nairobi
  - Ambassade du Burundi à Pretoria
  - Ambassade du Burundi à Rabat
  - Consulat général du Burundi à Bukavu
  - Consulat général du Burundi à Kigoma
  - Consulat général du Burundi à Laayoune
  - Bureau de Liaison du Burundi à Arusha